# Leichtathletik-Weltmeisterschaften 2017/Teilnehmer (Paraguay)
| Gelbes Symbol für Goldmedaillen mit stilisierten Olympischen Ringen | Graues Symbol für Silbermedaillen mit stilisierten Olympischen Ringen | Braundes Symbol für Bronzemedaillen mit stilisierten Olympischen Ringen |
| ------------------------------------------------------------------- | --------------------------------------------------------------------- | ----------------------------------------------------------------------- |
| —                                                                   | —                                                                     | —                                                                       |

Von Paraguay wurden eine Athletin und ein Athlet für die Leichtathletik-Weltmeisterschaften 2017 in London nominiert.

## Ergebnisse

### Frauen

#### Laufdisziplinen
| Athletin                 | Disziplin | Vorlauf | Vorlauf | Halbfinale | Halbfinale | Finale          | Finale |
| Athletin                 | Disziplin | Zeit    | Platz   | Zeit       | Platz      | Zeit            | Platz  |
| ------------------------ | --------- | ------- | ------- | ---------- | ---------- | --------------- | ------ |
| Carmen Patricia Martínez | 10.000 m  |         |         |            |            | 33:18,22 min NR | 31     |

### Männer

#### Laufdisziplinen
| Athlet       | Disziplin | Vorlauf | Vorlauf | Halbfinale | Halbfinale | Finale       | Finale |
| Athlet       | Disziplin | Zeit    | Platz   | Zeit       | Platz      | Zeit         | Platz  |
| ------------ | --------- | ------- | ------- | ---------- | ---------- | ------------ | ------ |
| Derlys Ayala | Marathon  |         |         |            |            | 2:16:37 h SB | 25     |